# Kecskés Zoltán (labdarúgó)
Kecskés Zoltán (Budapest, 1965. november 24. –) válogatott labdarúgó, középpályás, edző.

## Pályafutása

### Klubcsapatban
1997 nyarán a III. kerület játékosa lett. Ezután az FC Tulln (osztrák), az FC Sprazchen (osztrák), a Gödöllő, az Aszód és a Mezőszilas csapataiban szerepelt.

### A válogatottban
1992-ben egy alkalommal szerepelt a válogatottban.

### Edzőként
2000-től az Aszód trénere volt. Innen 2004-ben távozott.

## Sikerei, díjai
- Magyar bajnokság
  - bajnok: 1989–90, 1994–95, 1995–96
  - 2.: 1986–87, 1994–95
  - 3.: 1987–88
- Magyar kupa
  - győztes: 1987, 1995
- Magyar szuperkupa
  - győztes: 1995

## Statisztika

### Mérkőzése a válogatottban
| Magyarország | Magyarország    | Magyarország         | Magyarország | Magyarország | Magyarország | Magyarország | Magyarország | Magyarország |
| #            | Dátum           | Helyszín             | Hazai        | Eredmény     | Vendég       | Kiírás       | Gólok        | Esemény      |
| ------------ | --------------- | -------------------- | ------------ | ------------ | ------------ | ------------ | ------------ | ------------ |
| 1.           | 1992. május 12. | Budapest, Népstadion | Magyarország | 0 – 1        | Anglia       | barátságos   | -            | 42'          |
|              | Összesen        |                      |              | 1            | mérkőzés     |              | 0            | gól          |